# La bici de Ghislain Lambert
La bici de Ghislain Lambert (en francés Le vélo de Ghislain Lambert) es una película franco-belga rodada en 2001 y dirigida por Philippe Harel. 

## Sinopsis
A mediados de los años 1970, Ghislain Lambert es un ciclista belga nacido el mismo día que Eddy Merckx, cuya ambición es convertirse en campeón. Se entrena fuertemente como aficionado y logra enrolarse en un equipo ciclista, pero como gregario y aguador del jefe de filas. Decidido en su sueño de victoria y gloria deportiva, Ghislain Lambert espera pacientemente su turno.

## Ficha artística
- Benoît Poelvoorde: Ghislain Lambert
- José García: Claude Lambert
- Daniel Ceccaldi: Maurice Focodel
- Sacha Bourdo: Denis
- Emmanuel Quatra: Riccardo Fortuna
- Jean-Baptiste Iera: Fabrice Bouillon
- Christelle Cornil: Babette
- Fernand Guiot: M. de Kimpe
- Antoine de Caunes: narrador francés
- Frederic Renson: Manu
- Pierre Martot: el médico Epedex

## Comentarios
En clave de humor aborda diversos temas relacionados con el ciclismo: el dopaje, los gregarios, el control de las salidas nocturnas, la presión de los patrocinadores, los representantes de los deportistas, el futuro del corredor fuera del ciclismo, la compatibilidad con la vida familiar, etc.

## Palmarés cinematográfico
En el Festival Internacional de Cine de San Sebastián 2001 participó en la sección oficial y obtuvo el premio del jurado al mejor guion.